# Jānis Gilis
Jānis Gilis (ur. 27 kwietnia 1943, Łotewska SRR, zm. 13 września 2000 na Łotwie) – łotewski piłkarz, grający na pozycji pomocnika, trener piłkarski.

## Kariera piłkarska

### Kariera klubowa
W 1962 roku rozpoczął karierę piłkarską w klubie REZ Ryga. Potem występował w ASK Ryga, Daugava Ryga, Liepājas Metalurgs i FK Lielupe, gdzie zakończył karierę w roku 1969.

## Kariera trenerska
Karierę szkoleniowca rozpoczął w 1969 roku. Jako piłkarz łączył również funkcje trenera FK Lielupe. Potem pomagał trenować Daugavę Ryga. Od 1983 do 1989 pracował z młodzieżą w Rīgas futbola skola. W latach 1988–1991 trenował drużynę Pārdaugavy Ryga. Od 1992 do 1997 prowadził reprezentację Łotwy. W latach 1996–1997 również trenował Liepājas Metalurgs. W 1999 stał na czele FK Rīga.
13 września 2000 zmarł w wieku 57 lat.

## Sukcesy i odznaczenia

### Sukcesy trenerskie
Łotwa
- mistrz Baltic Cup: 1993